# 井高寛朗
井高 寛朗 (いだかひろあき、1982年10月17日 - )は日本のピアニスト、キーボーディスト、オルガニスト、作曲家、編曲家。

## 来歴
ヤマハ音楽教室にてエレクトーンを習い始める。

アレンジや作曲の勉強、コンクールへの挑戦など、エレクトーンを押して音楽を学ぶ。

小学生の頃からプロのエレクトーン奏者になるのが夢だったが、20歳の時にバンドに加入した際、アンサンブルの良さを知り、エレクトーンからピアニスト・キーボーディストに徐々に転向する。

ホテルやレストランのラウンジ演奏、ボイストレーニング・歌のレッスンでのピアノ伴奏、セレモニーでのエレクトーン演奏などを経験した後、2007年より大阪に移住。

関西を拠点にスウィング・ジャズやフュージョンのバンドに所属しつつ、個人でポップスやシャンソンなどのジャンルでも活動する。

2016年より上京し、活動の拠点を関東に移す。

現在はライブサポート、レコーディング、劇伴の作曲、編曲などエレクトーン時代に培った幅広い音楽性を活かして幅広く活動中。

また、2022年よりベーシスト桐沢輝、ドラマー阪本純志とピアノトリオ「ArcoLabo」を結成し、自己の音楽を発信するプロジェクトとしてライブ活動を開始する。

これまでにエレクトーンを村嶋佳修美・福井孝尚、ジャズピアノを大塚善章、ジャズオルガンを佐々木昭雄の各氏に師事。

## 主な活動
主な作品
- 「明日も夢見て笑顔で行こうよ」　2023年

参加作品など
- 「ジャズで学ぶ英語の発音」（中西のりこ・中川右也共著）付録CD演奏担当　2012年
- mahina「彗星の尾っぽにつかまって」ピアノ　2019年
- 広沢タダシ　LIVE RECCORDINGS シリーズ 第四弾「アイヲシル」 第五弾「雷鳴」ピアノ　2019年

ar syura
- 「No Saturation｣
- 「why lie」
- 「surely｣
- 「tidal cry 」
  - ピアノ、キーボード　2021年
- ar syura「Bordeaux」キーボード　2022年
- 河野啓三　2ndアルバム「BEST FRIENDS」のレコーディング及びリリースライブ 2022年
- 梅津美香　クリスマスアルバム「JAZZY Christmas with Mika ｣ 編曲・ピアノ　2022年
- 「GACKT LAST SONGS 2024 feat. K」 弦楽器編曲　2024

海外での活動
- 2012年 ニューヨークのアポロシアターにて行われた human note の単独公演参加
- 2023年 山崎千裕＋Route14band 　アメリカツアー、韓国ツアー参加　（ライブ、レコーディング）

映像作品
- ドラマ「古書堂ものがたり」（出演乃木坂46・5期生）ピアノで劇伴に参加　2023
- ドラマ「セレブ男子は手に負えません」（若月佑美主演、ABCテレビ・テレビ朝日系列）ピアノ監修　2024

舞台作品
- 音楽劇「忘れてもらえないの歌」バンドマスター、ピアノ（主演・安田章大）2019年
- ミュージカル「衛生」（主演・古田新太、尾上右近）音楽監督助手　2022年
- 朗読劇「再生」（作・七坂稲、演出・板垣恭一） 作曲・編曲及び演奏　2022年
- 「YOKOHAMA Short Stories」（ウキヨホテルプロジェクト）演奏　2022年
- 「The百人一首shoW_2024初春」（ブイラボミュージカル）　作曲・編曲　2024年

## 人物
- 元プロバスケットボール選手の井上裕介とは中学校時代の同級生。